# Wernher von Braun
Wernher Magnus Maximilian Freiherr von Braun (Wirsitz, Imperio alemán, 23 de marzo de 1912-Alexandria, Estados Unidos, 16 de junio de 1977), conocido como Wernher von Braun, fue un ingeniero mecánico y aeroespacial alemán, nacionalizado estadounidense en 1955 con el fin de ser integrado en la NASA. Está considerado como uno de los más importantes diseñadores de cohetes del siglo XX, y fue el jefe de diseño del cohete V2, así como del cohete Saturno V, que llevó al ser humano a la Luna.
Von Braun fue un personaje muy controvertido, que dedicó su vida al desarrollo de los cohetes para la conquista del espacio, aunque tuviese que ofrecerlos como armas para su desarrollo, cosa que dudó en hacer, como comentó a sus allegados en sus últimos años. Estas declaraciones pueden verse en una entrevista de Ernst Stuhlinger para un documental sobre Wernher von Braun.

## Primeros años
Su padre fue el barón Magnus Maximilian von Braun, un noble alemán, y su madre la baronesa Emmy von Quirstorp. Desde pequeño, Von Braun se enamoró de las posibilidades de la exploración espacial a través de las novelas de Julio Verne y H. G. Wells, y también a través de trabajos científicos de Hermann Oberth, cuyo estudio clásico Die Rakete zu den Planetenräumen (Al espacio en cohete) alentó a Von Braun a estudiar cálculo y trigonometría para comprender la física de la cohetería.
El día de su confirmación en la iglesia luterana, su madre, aficionada a la astronomía, le regaló un telescopio. Rápidamente, agotó la capacidad del telescopio y convenció a algunos compañeros del colegio para que le ayudaran a construir un observatorio astronómico con piezas de un coche viejo.

## En las filas de las SS

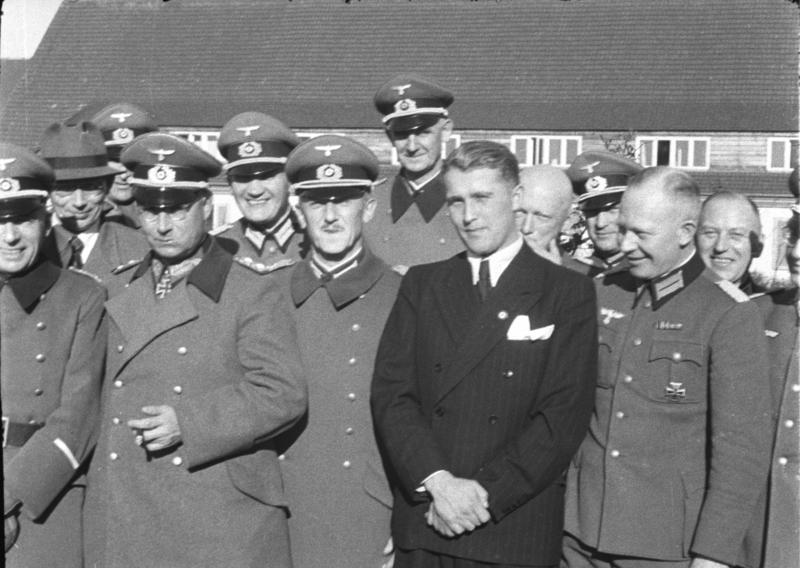
Walter Dornberger, Friedrich Olbricht, Wilhelm von Leeb y Von Braun en Peenemünde en 1941.

En sus años de adolescente, Von Braun, interesado en los vuelos espaciales, se unió a la sociedad de cohetes alemana Verein für Raumschiffahrt (VfR, Asociación para los Viajes Espaciales) en 1929. En 1932 se graduó en ingeniería mecánica en el Instituto Politécnico de Berlín, y dos años más tarde obtuvo su doctorado en Física por la Universidad de Berlín.
En su búsqueda por desarrollar grandes cohetes, se enroló en el Ejército alemán para desarrollar misiles balísticos antes de la llegada de Adolf Hitler al poder en 1933, y fue posteriormente adscrito a las SS en 1940. Como ya dijo su mano derecha (Ernst Stuhlinger) en una entrevista, a Von Braun le costó aceptar la oferta de enrolarse en las SS. Mientras realizaba su trabajo para el Ejército, Von Braun obtuvo un doctorado en ingeniería aeroespacial el 27 de julio de 1934.
El 3 de octubre de 1942 se lanzaba el A2, el primer cohete moderno, dotado de un mecanismo de guía automática. En unos minutos se alejó a una distancia de 190 km del punto de lanzamiento,[cita requerida] hasta que se le acabó el combustible, alcanzando una altura máxima de 3,5 km.

## Segunda Guerra Mundial: los cohetes V2
Con el comienzo de la Segunda Guerra Mundial, el alto mando alemán le encargó el diseño de un cohete cargado de explosivos con el fin de atacar territorio enemigo. El equipo de ingenieros de Von Braun trabajaba en un laboratorio secreto en Peenemünde, en la costa báltica, donde diseñó los modelos A3 y A4. Hitler, entusiasmado por los éxitos obtenidos, ordenó la producción masiva del A4 con el nombre de "Vergeltungswaffe 2" (arma de represalia número 2) o simplemente V2, destinado a atacar Londres y el suelo inglés.
Para la producción de estas nuevas armas, Von Braun empleó a trabajadores forzados, prisioneros de los campos de concentración, y en las factorías murieron más trabajadores esclavos, se estiman unos 20 000, que las personas que mataron las propias bombas, Von Braun admitió haber visitado la planta de Mittelwerk, por lo que era plenamente consciente de los hechos; muchos trabajadores esclavos también murieron en un bombardeo posterior en Peenemünde.
En aquella época, Alemania estaba muy interesada en las investigaciones del físico estadounidense Robert H. Goddard. Antes de 1939, los científicos alemanes se ponían ocasionalmente en contacto directo con Goddard para plantearle cuestiones técnicas. Von Braun utilizó los planos de Goddard de varias revistas y los incorporó a la construcción de la serie Aggregat (A) de cohetes.
El primer lanzamiento con éxito de un A-4 tuvo lugar el 3 de octubre de 1942. El cohete A-4 pasó a ser conocido como V-2. En 1963, von Braun reflexionó sobre la historia de la cohetería y dijo del trabajo de Goddard: "Sus cohetes ... pueden haber sido bastante rudimentarios para los estándares actuales, pero abrieron el camino e incorporaron muchas características utilizadas en nuestros cohetes y vehículos espaciales más modernos".

Goddard confirmó que su trabajo fue utilizado por von Braun en 1944, poco antes de que los nazis empezaran a disparar V-2 contra Inglaterra. Un V-2 se estrelló en Suecia y algunas piezas se enviaron a un laboratorio de Annapolis donde Goddard investigaba para la Marina. Si se trataba de la llamada Bomba Bäckebo, había sido adquirida por los británicos a cambio de Spitfires. Se dice que Goddard reconoció componentes inventados por él y dedujo que su idea se había convertido en un arma. Más tarde, von Braun dijo: "Siento un profundo y sincero pesar por las víctimas de los cohetes V-2, pero hubo víctimas en ambos bandos... Una guerra es una guerra, y cuando mi país está en guerra, mi deber es ayudar a ganar esa guerra".
| El ingeniero que diseñó la V2, Wernher von Braun, llegó a ser considerado un héroe de la era espacial. Los aliados se dieron cuenta de que la V-2 era una máquina que no se parecía a nada que hubieran desarrollado ellos mismos.—V-2: The Nazi rocket that launched the space age, BBC, September 2014. |

En respuesta a las declaraciones de Goddard, von Braun dijo que "en ningún momento en Alemania ni yo ni ninguno de mis asociados vimos una patente de Goddard". Esto fue confirmado de forma independiente. Escribió que las afirmaciones de que había tomado el trabajo de Goddard estaban muy lejos de la verdad, señalando que el documento de Goddard "Un método para alcanzar altitudes extremas", que fue estudiado por von Braun y Oberth, carecía de la especificidad de la experimentación con cohetes de combustible líquido.
También se confirmó que fue responsable de unas 20 innovaciones patentables relacionadas con la cohetería, además de recibir patentes estadounidenses después de la guerra relativas al avance de la cohetería. Los informes documentados también afirman que aportó soluciones a multitud de problemas de ingeniería aeroespacial en las décadas de 1950 y 1960.
La primera vez que se empleó un misil V2 con objetivos militares fue en septiembre de 1944: a partir del 8 de septiembre de 1944, las fuerzas alemanas lanzaron V2 contra las ciudades de los Aliados, especialmente Amberes (Bélgica) y Londres (Reino Unido). La ventaja principal de los V2 era que impactaban sin dar señales de alarma (al volar a velocidad supersónica, alcanzaban su objetivo antes de oírse el ruido de su aproximación), por lo que no había un mecanismo de defensa efectivo. Como resultado de esto, los V2 constituían un factor de terror más allá de sus capacidades reales de destrucción, ya que el sistema de guiado de estos misiles era imperfecto y, por lo tanto, muchos no lograron llegar a su objetivo.
Para el fin de la guerra se habían disparado 1155 misiles V2 contra Reino Unido, así como otros 1625 misiles contra Amberes y otros objetivos continentales.

## Operación Paperclip: traslado a Estados Unidos

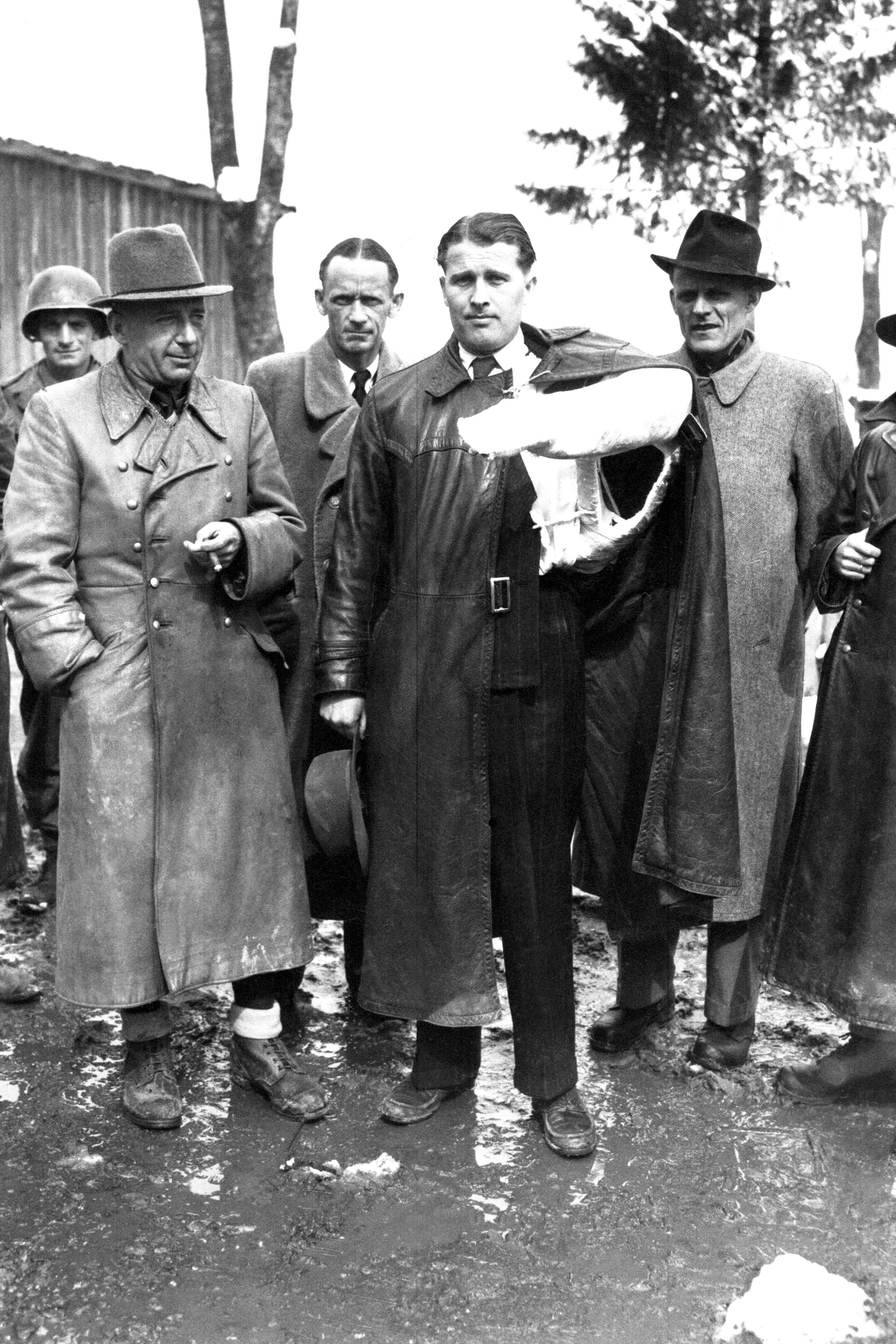
Von Braun, con el brazo escayolado a causa de un accidente de coche, el día de su rendición a los estadounidenses el 3 de mayo de 1945.

A pesar de su colaboración con el Ejército alemán, Von Braun tuvo problemas con la Gestapo al confirmar públicamente que le importaba muy poco el objetivo de Hitler; lo único que le importaba eran los viajes interplanetarios. Hacia principios de 1945 era obvio que Alemania no lograría la victoria en la guerra, por lo que Von Braun empezó a planificar su futuro en la posguerra.
Von Braun pudo contactar con los Aliados y preparó su rendición ante las fuerzas estadounidenses, quienes desarrollaban la operación Paperclip para capturar a científicos alemanes y ponerlos al servicio del bando aliado. Von Braun se entregó junto a otros 500 científicos de su equipo, sus diseños y varios vehículos de prueba. Estuvo a punto de ser capturado por los soviéticos, que deseaban integrarlo en el equipo de Serguéi Koroliov.[cita requerida]
Una vez en los Estados Unidos, Von Braun y sus colaboradores fueron instados a cooperar con la fuerza aérea estadounidense, y a cambio, se les eximiría de culpa por su pasado nazi; esto incluía las muertes ocasionadas por el uso de sus proyectos aéreos por los nazis y por utilizar obreros esclavos. Von Braun obtuvo la nacionalidad de los Estados Unidos el 14 de abril de 1955. Se había casado el 1 de marzo de 1947 con Maria von Quirstorp, con quien tuvo dos hijas, Iris y Magrit, y un hijo, Peter.
En los cinco años siguientes, Von Braun y su equipo fueron instalados en Fort Bliss (Texas), donde trabajó para el ejército de los Estados Unidos en el desarrollo de misiles balísticos que lanzaban en el terreno de pruebas en White Sands (Nuevo México).

## Trabajo en la NASA

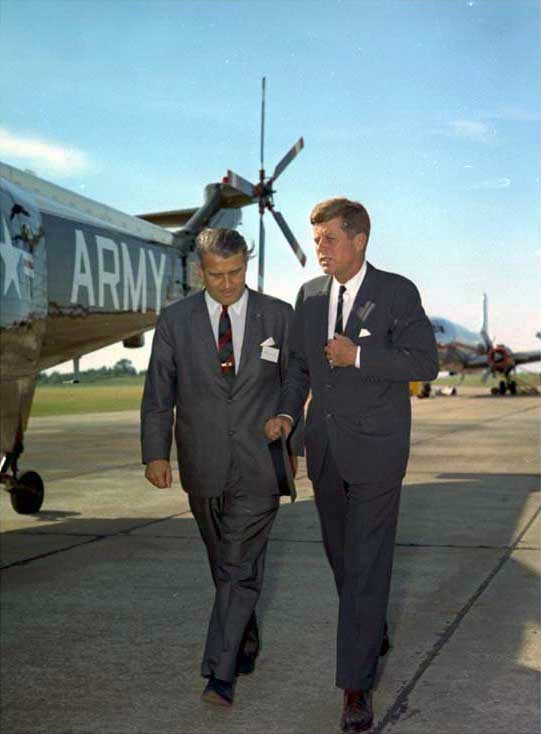
Von Braun y el presidente Kennedy en Redstone Arsenal (1963).

El cohete V2 fue el precursor de los cohetes espaciales utilizados por Estados Unidos y la Unión Soviética. En 1950, el equipo de Von Braun se mudó al arsenal de Redstone, cerca de Huntsville (Alabama), donde construyeron para el ejército el misil balístico Júpiter y los cohetes Redstone usados por la NASA para los primeros lanzamientos del programa Mercury. En 1960, su centro para el desarrollo de cohetes fue transferido del ejército a la NASA y allí se les encomendó la construcción de los gigantescos cohetes Saturno, siendo el más grande de ellos el que puso al hombre en la Luna. Von Braun se convirtió en el director del Centro de Vuelo Espacial Marshall de la NASA y el principal diseñador del Saturno V, que durante los años de 1969 y 1972 llevarían a los estadounidenses a la Luna.

En la década de 1950, Von Braun ya era conocido en los Estados Unidos y actuaba como el portavoz de la exploración espacial de ese país. En 1952 ganó más publicidad gracias a sus artículos sobre temas espaciales publicados en Collier, una revista semanal de gran importancia en aquellos días. Su nombre también pasó a ser parte cotidiana a través de su participación en tres programas de televisión de Disney dedicados a la exploración espacial. La hazaña estadounidense de colocar a un hombre en la Luna apagó a aquellos que aún atacaban a Von Braun por haber usado obreros esclavos durante el periodo nazi.[cita requerida]

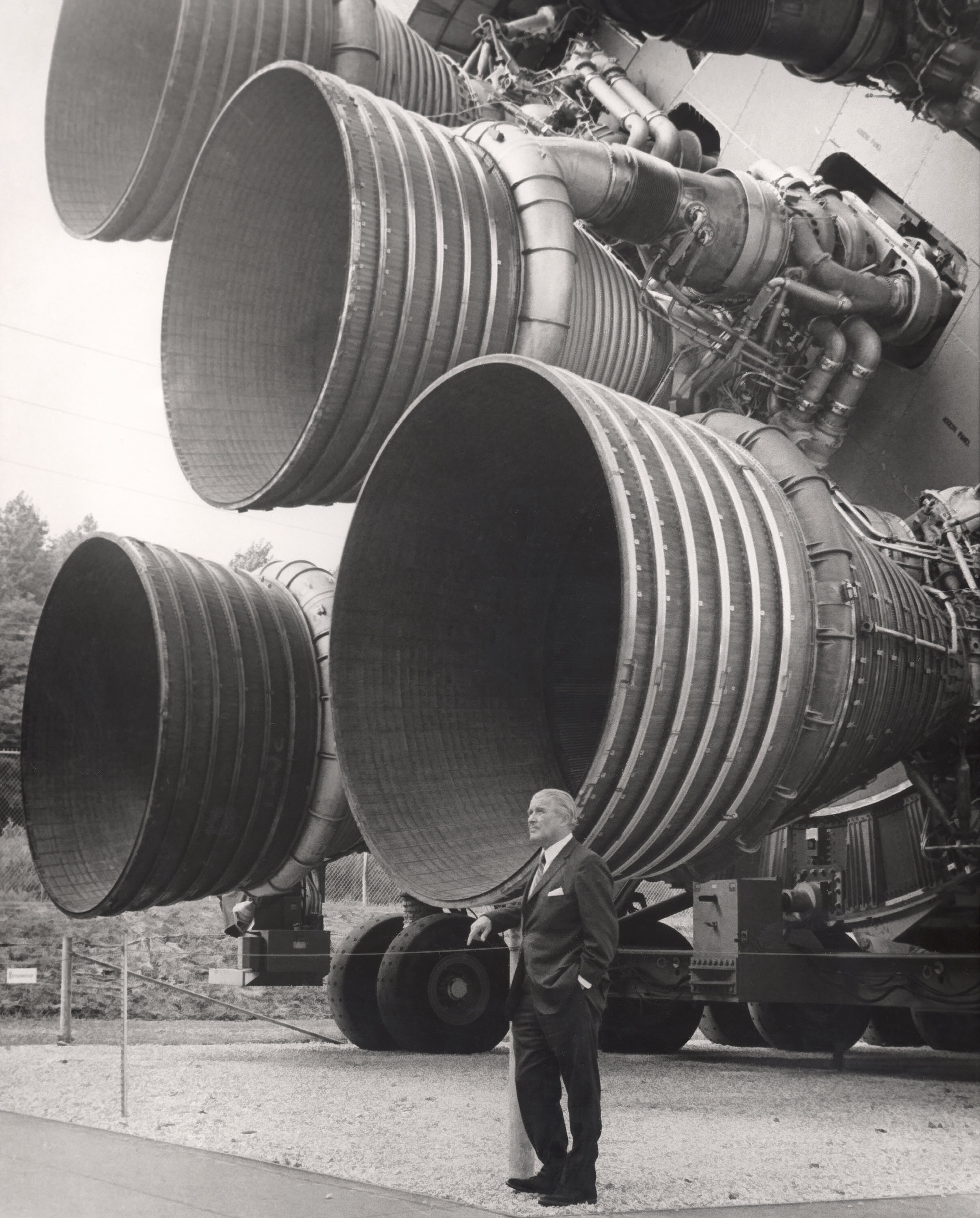
Von Braun de espaldas a cinco motores F-1.

## Filosofía de la ingeniería
La insistencia de Von Braun en realizar más pruebas después de que la nave Mercury Redstone 2 volara más alto de lo previsto ha sido identificada como un factor que contribuyó al éxito de la Unión Soviética en el lanzamiento del primer ser humano al espacio. El vuelo de la Mercury Redstone BD fue un éxito, pero ocupó el espacio de lanzamiento que podría haber llevado a Alan Shepard al espacio tres semanas antes que Yuri Gagarin. Su homólogo soviético Sergei Korolev insistió en realizar dos vuelos exitosos con perros antes de arriesgar la vida de Gagarin en un intento con tripulación. El segundo vuelo de prueba tuvo lugar un día después de la misión Mercury Redstone BD.
Von Braun adoptó un enfoque de ingeniería muy conservador, diseñando con amplios factores de seguridad y estructuras redundantes. Esto se convirtió en un punto de discordia con otros ingenieros, que luchaban por mantener el peso del vehículo bajo para poder maximizar la carga útil. Su excesiva precaución probablemente llevó a los Estados Unidos a perder la carrera por poner un hombre en el espacio antes que los soviéticos. Krafft Ehricke comparó el enfoque de von Braun con la construcción del Puente de Brooklyn. : 208  Muchos en la sede de la NASA se referían en broma al Marshall Space Flight Center como la "Chicago Bridge & Iron Company", pero reconocían que los diseños funcionaban. El enfoque conservador dio sus frutos cuando se añadió un quinto motor al Saturn C-4, produciendo el Saturn V. El diseño del C-4 tenía un gran travesaño que podía absorber fácilmente el empuje de un motor adicional.
Otro punto de discordia lo tuvo con Abe Silverstein, también ingeniero y director de programas de la NASA, quien desarrolló la propulsión por hidrógeno líquido. Von Braun, cuya tesis doctoral en ingeniería espacial (presentada en Berlín en 1934) trataba precisamente de los propelentes de cohetes, planeaba hacer uso del queroseno o combustible de alcohol en todas las fases de vuelo del Saturno V. Silverstein, en cambio, sugería que las propiedades del hidrógeno líquido fueran óptimas para la segunda y tercera fase del vuelo, aunque Von Braun calculaba que provocarían una reacción explosiva. Aquello generó una marcada tensión en torno a los planos de desarrollo del programa, culminando en una reunión en 1959 que terminó en un fuerte desacuerdo. Los cálculos de Von Braun, sin embargo, resultaron erróneos, y en 1967, tras la exitosa fase de pruebas de los motores, este dedicó el éxito de los resultados a Silverstein.

## Retiro
La NASA le pidió en 1970 que se mudara a Washington D. C. para liderar el plan estratégico de la agencia. Si bien dejó su casa en Huntsville, Alabama, solo trabajó para la NASA otros dos años, yéndose a trabajar después para Fairchild Industries en Germantown (Maryland). Afectado de un cáncer pancreático, se retiró de Fairchild el 31 de diciembre de 1976. Seis meses después moriría.

## Muerte

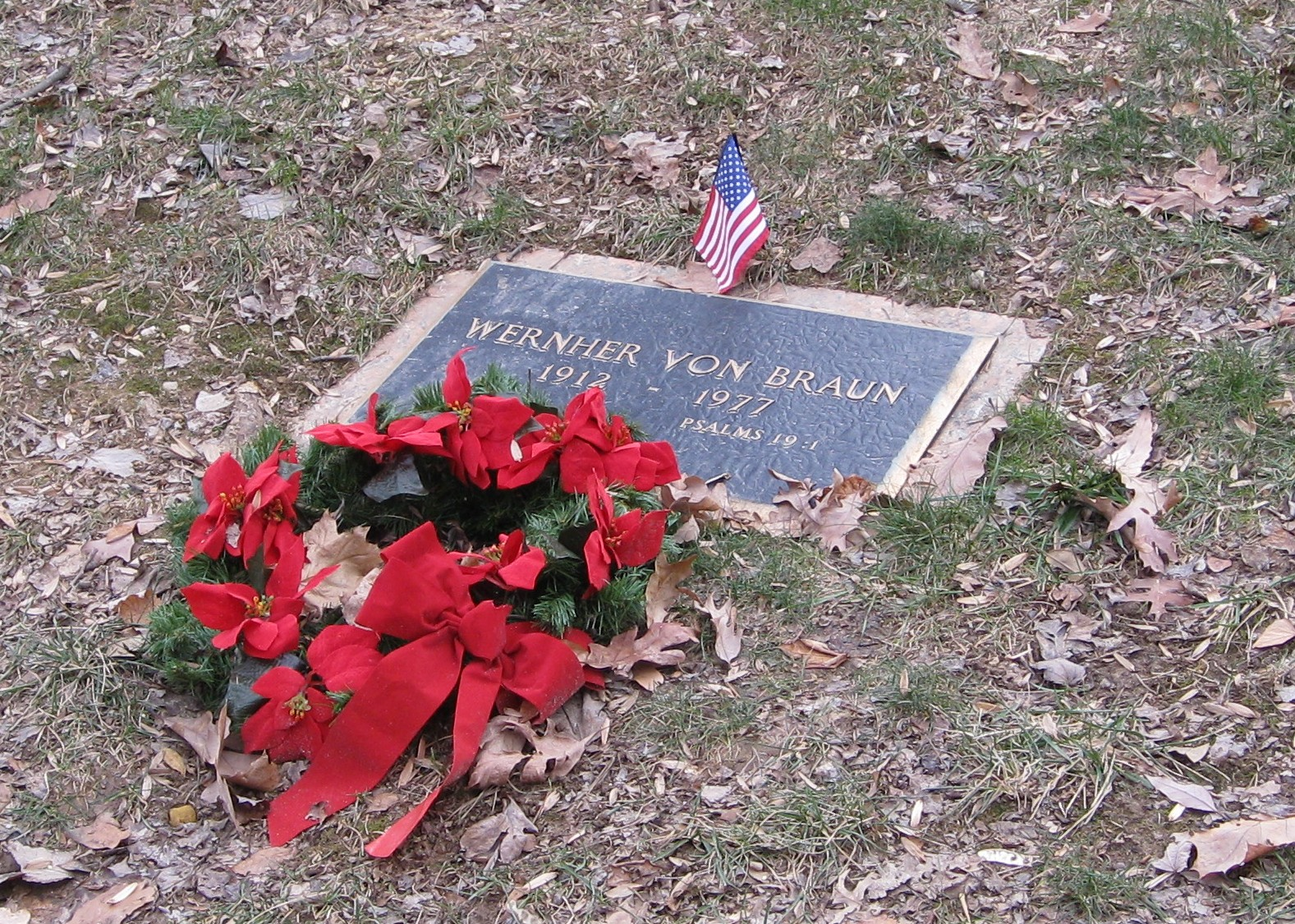
Tumba de Wernher von Braun en el Ivy Hill Cemetery (Alexandria, Virginia), 2008.

En 1973, a von Braun se le diagnosticó cáncer de riñón durante un examen médico de rutina. Sin embargo, continuó trabajando sin restricciones durante varios años.
En enero de 1977, ya muy enfermo, renunció a Fairchild Industries. Más tarde, en 1977, el presidente Gerald Ford le otorgó el honor científico más alto del país, la Medalla Nacional de Ciencias en Ingeniería. Sin embargo, estaba demasiado enfermo para asistir a la ceremonia de la Casa Blanca.
Von Braun murió el 16 de junio de 1977 de cáncer de páncreas en Alexandria, Virginia, a la edad de 65 años. Está enterrado en Valley Road en el cementerio Ivy Hill. Su lápida cita el Salmo 19:1 de la biblia «Los cielos cuentan la gloria de Dios, y el firmamento muestra la obra de sus manos» (KJV).

## Eponimia
- El cráter lunar Von Braun lleva este nombre en su memoria.[22]

## En la cultura popular
- En la película Indiana Jones and the Dial of Destiny de 2023 el personaje de Jürgen Voller (interpretado por Mads Mikkelsen) está inspirado parcialmente en Wernher von Braun.
- En la serie "The hunters" de 2020 es interpretado por Víctor Slezak.
- En el cómic "Von Braun: La cara oculta de la luna" de Nacho Golfe y Dani Peña.
- En la película "El astronauta" (1970) se nombra múltiples veces a Wernher von Braun como padre de la ingeniería aeroespacial.
- En la série "Para toda la humanidad", de AppleTV, von Braun es un personaje con gran destaque.